# Óláfsdrápa sœnska
Óláfsdrápa sœnska (Drápa von Olof dem Schweden) ist ein Skaldengedicht (Drápa) von Óttar svarti.
Es preist die glorreichen Fahrten von König Olof Skötkonung nach Osten, also in den südöstlichen Ostseeraum (Pommern, Polen, Kurland, Rus).
Es ist in sechs Halbstrophen enthalten im Skáldskaparmál von Snorri Sturluson.

## Text
- Die Edda des Snorri Sturluson. Ausgewählt, übersetzt und kommentiert von Arnulf Krause. Philipp Reclam, Leipzig 1947, Neuausgabe Stuttgart 1997, ISBN 3-15-000782-8.